# Siphocampylus matthiaei
Siphocampylus matthiaei är en klockväxtart som beskrevs av A.Dc. Siphocampylus matthiaei ingår i släktet Siphocampylus och familjen klockväxter.
Artens utbredningsområde är Peru. Inga underarter finns listade i Catalogue of Life.